# Elaver excepta
Elaver excepta är en spindelart som först beskrevs av Ludwig Carl Christian Koch 1866.  Elaver excepta ingår i släktet Elaver och familjen säckspindlar. Inga underarter finns listade i Catalogue of Life.